# Karin Birgitte Schack
Karin Birgitte Ulrica Henny Ellen komtesse Schack (født 11. januar 1925 på Schackenborg, død 19. september 2019 i Turku) er en tidligere dansk hofdame.
Hun var datter af amtmand, kammerherre, hofjægermester Otto Didrik lensgreve Schack hustru Karin født von Schack, blev student fra Tønder Statsskole 1943, studerede jura og sprog og var ansat i Dansk Røde Kors fra januar til juli 1947. I 1948 blev hun hofdame hos H.M. Dronning Ingrid.
15. august 1959 ægtede hun i Møgeltønder Kirke Adolf Erik Ehrnrooth (født 9. februar 1905 i Helsinki, død 26. februar 2004).